# Ivan Palibin
Ivan Vladimirovitj Palibin (ryska: Иван Владимирович Палибин), född 19 april 1872 i Tbilisi, död 30 september 1949 i Leningrad, var en rysk (sovjetisk) botaniker och upptäcktsresande. Han genomförde flera botaniska expeditioner till Sibirien och Centralasien
Auktorsnamnet Palib. kan användas för Ivan Palibin i samband med ett vetenskapligt namn inom botaniken; se Wikipediaartiklar som länkar till auktorsnamnet.